# 関東連合
関東連合（かんとうれんごう）は、20世紀後半から21世紀の初頭期にかけて存在した日本の暴走族。

## 概要
東京都の世田谷区烏山地域や杉並区の暴走族の連合体として1973年に結成され、2003年に解散。ところが解散後もOB（元メンバー）同士が上下関係に基づく強い絆で結束しているとされ、2000年代から2010年代にかけて、東京・六本木周辺などで発生した各種事件の関係者としてたびたびその名が登場してきた。そうした解散後の状況下にあっては、このOBらの結び付きを指して“関東連合”と一般に呼んでいる。
東京都内の渋谷、六本木、西麻布、および新宿のいわゆる“地下社会”にて「一定の勢力を誇って」いて、「既存の暴力団ではないが暴力的な犯罪を行う集団」を意味する“半グレ”の象徴的な存在と言われる。その点では「怒羅権(首都圏を拠点とする中国残留孤児2世3世や中国人からなる準暴力団)」との類似性も指摘される。“愚連隊”と称されることもある。改正暴力団対策法や暴力団排除条例の影響で表立っての活動を失速させた暴力団に代わる形で台頭してきた勢力とする見方もある。東京都内のいわゆる“アンダーグラウンド”界隈では1990年代初頭期頃からその名が広く通っていたものの、歌舞伎役者の市川海老蔵 (11代目)を巻き込んだ2010年の「海老蔵事件」をきっかけとして全国的に知られる存在となったと見られている。
溝口敦によれば、2012年に発生した「六本木クラブ襲撃事件」の結果、翌2013年までに「解体の危機」と言える状況に陥った。瓜田純士によれば、「関東連合」を名乗って活動している者は2014年中盤時点でほぼ皆無、勢力はほぼ消失しており、事実上、「関東連合」は壊滅状態となっている。元メンバーの一部は指定暴力団・住吉会傘下の幸平一家系組織に加入しているという。2019年には元幹部だった松嶋重が幸平一家傘下の堺組の組員として逮捕された。

## 来歴
久田将義の概観によれば、暴走族「ブラックエンペラー」および「マッドスペシャル」を中核として1970年代に結成されたのが本来の「関東連合」で、当初は会長を置いたうえで幹部会議を開くなどの活動もあったものの、1980年代の中頃から1990年代にかけて有名無実化、ところが、チーマーの勃興で暴走族自体が衰退を迎えていた時期にありながら、世田谷の上町・豪徳寺付近を拠点としていたチーム「小次郎」が「関東連合」の復興を企図。1980年代後半頃のことで、“関東連合上町小次郎”を名乗り始めた同チームの動きに呼応し、同じく従来からの「関東連合」所属チームであった「鬼面党」、「メデューサ」、ならびに「マッドスペシャル」などが同様に“関東連合”を名乗り始める。

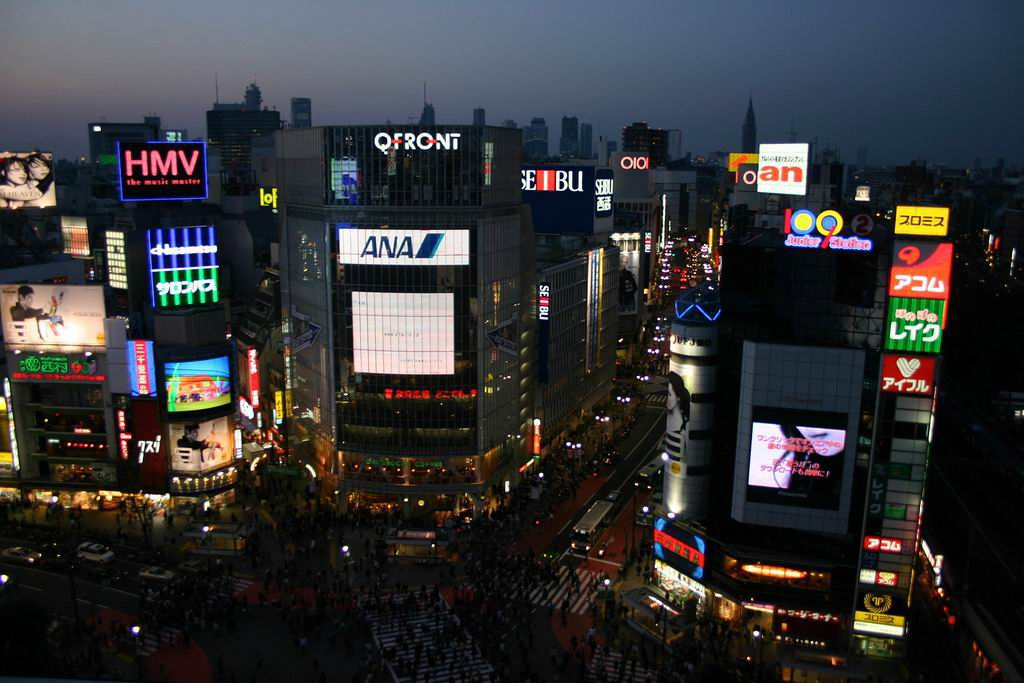
東京・渋谷の街

1990年代、チーマーとの暴力的抗争を経て渋谷の非行少年界を制圧した関東連合は、やがて六本木へと進出、クラブを影響下に置いてゆく。2000年代にかけてチーマーやイベントサークルを暴力を背景に牛耳ったうえで彼らのいわば“後ろ盾”となり、それらを大企業とのビジネスに結びつけるなどで勢力を伸張、時のオレオレ詐欺の流行がその勢力拡大に拍車を掛ける。夜の街を舞台にいわゆる“ヒルズ族”などの実業家らとの交友関係をも築き上げ、凶暴性のみならず人脈の面でも他のグループと一線を画す存在になっていった。

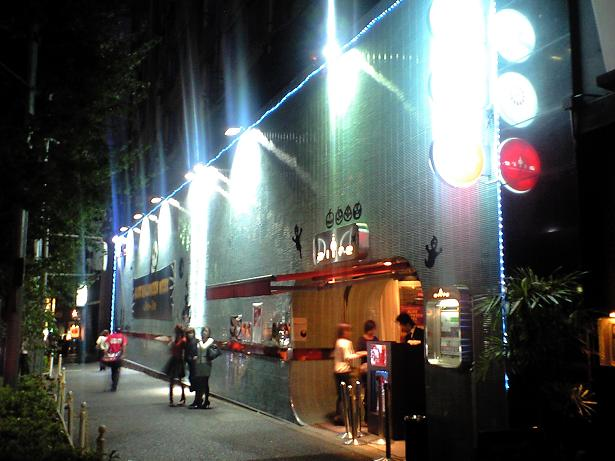
宵闇の六本木

ノンフィクションライターの小野登志郎は、「関東連合OBグループを中心とした“半グレ”集団」が六本木や新宿でそれなりの勢力を築いていたこと、および、元関東連合メンバーによる「俺らはこれからどんどん大きくなっていきますよ。俺らの時代が来る、ということです。」との発言を2004年の段階で確認していた。そして小野によれば「まさにその通りになった」。
「海老蔵事件」以外で関係者が関与した主な事件として、都内品川区が現場となった柴田大輔による傷害致死事件（1997年）、同大田区が現場となった石元太一による傷害致死事件（2000年）、同練馬区が現場となった現役メンバーによる殺人事件（2000年）、同新宿区が現場となったOBグループ関係者の殺害事件（2008年）、同港区が現場となった横綱力士・朝青龍による傷害事件（2010年）、ならびにOBによる傷害事件（2011年）、指定暴力団住吉会系幹部を担うOBによる山口組系元幹部らへの襲撃傷害事件（2011年）、および、OBグループと目される集団による殺人事件（2012年）などが挙げられてきた。

## 組織
メンバーには、貧困や差別など暴力団に足を踏み入れる蓋然性の低い東京都内世田谷区や杉並区などの教育熱の高い地域で比較的裕福な家庭に育った者が多い。組織については、山口組などの暴力団組織と同列に語れるような強固なものではなく、「年代ごとの元総長のもとにつるむ集団」などと例えられるような、曖昧模糊な形で成り立っているものと見られている。警察庁の把握（2013年）によれば、「暴力団のように明確な組織性はないが、暴走族時代の先輩後輩や独自の人脈で緩やかにつながり、集団的、常習的に暴力的な不法行為をしている」。
ノンフィクション作家の溝口敦によれば、暴走族それ自体が暴力団の予備軍であった時代が長らく存在してはいたものの、関東連合の場合、暴力団に所属するメンバーはごく少数で、暴力団組員が仕切っているというような状況にもなく、むしろメンバーの多くに暴力団を敬遠ないしは軽蔑する傾向が存在していた。六本木の関東連合に限って見ても、住吉会系暴力団組織などへの加入者がいることはいるものの、それは少数派であり、その活動において暴力団とは一線を画してきた。地元経営者の認めるところによれば、関東連合は六本木で「暴力団と正面切って戦った」唯一の勢力である。
元メンバーとして知られる石元太一の言によれば、関東連合は「世田谷区と杉並区を拠点とした暴走族の“連合組織”」で、彼が加入していた時期には、「宮前愚連隊」「用賀喧嘩会」「千歳台ブラックエンペラー」「鬼面党」「小次郎」という5つのグループが存在していたという。関東連合OBの柴田大輔によれば、「昨今、世間で騒がれている関東連合」は正確には「関東連合のメンバーとその地元の後輩ないしは周辺者」。瓜田純士によれば、「昭和53年生まれ世代の杉並区育ちの者達が結成した暴走族“永福町22代目ブラックエンペラー”のメンバーを中心に組織化されたアウトロー集団」。「暴走族としての関東連合」の現役は昭和58年生まれの世代が最後となっている。警察庁の調べ（2013年）では、「元メンバー」に該当する者の総勢は少なくとも50名。
「六本木クラブ襲撃事件」（2012年）の首謀者と目される人物の統率グループは、渋谷や六本木等でクラブを経営するなどしていた世代の後続にあたり、多くが飲食業や不動産業などの正業を有する昭和50年代生まれを中心とした50人程度から成る集団であった。このグループは関東連合の“第三世代”とされ、そのメンバーには数億円から数十億円の現金を有する者もいるという。

## 対策
警視庁の捜査関係者によれば、「関東連合のOBグループの存在は把握しつつも、“既に暴走族としての実体がない”ため、組織としては事実上野放しにしてきた」が、いわゆる「海老蔵事件」（2010年）を機に実態解明への着手が本格始動、組織犯罪対策特別捜査隊への専従班の設置に至ったという。
2013年には「暴力団と同程度の明確な組織性はないものの、構成メンバーが集団で常習的に暴力的な不法行為をしているグループ」を定義とする“準暴力団”に位置づけたうえで警察庁主導での実態解明の取り組みが始動している。

## メンバー
- 松嶋重(松嶋クロス)
- 柴田大輔
- 石元太一